# Artur Perucho Badia
Artur Perucho Badia (Burriana, 16 de julio de 1902 – México, 10 de mayo de 1956) fue un periodista, escritor y político español, exiliado en México donde es conocido como Arturo Perucho.

## Antes de la Guerra Civil Española
Perucho nació en Burriana por ser esta la plaza de destino de su padre, jefe de telégrafos. A los once años se trasladó a Valencia, de donde era su madre.
Inició estudios de derecho, pero se inclinó por el periodismo. Formó parte de la redacción de El Imparcial y posteriormente colaboró con La Libertad y El Heraldo de Madrid, así como con El Pueblo (1919) en Valencia, publicaciones todas estas en castellano.
De 1925 a 1929 residió en Madrid, de donde marchó a vivir a Barcelona. Allí participó en publicaciones en lengua catalana, como La Publicitat y Mirador, siendo director de esta última.
Fue comentarista en los noticiarios cinematográficos Film popular y España al día. También escribió en revistas literarias y generales en catalán, como Taula de Lletres Valencianes, La Nova Revista, D'Ací i d'Allà y Acció Valenciana. Esta última publicación era el órgano de Acció Cultural Valenciana. Esta participación en la prensa nacionalista valenciana le acercó a los simpatizantes de esta ideología. Así Carles Salvador se referría a Perucho como el Magnífic.
Perucho siguió una posición política nacionalista y republicana, integrada en la Acción Valencianista Republicana, defendiendo en Avant, órgano de la misma, la implantación en España de una república federal.
Escribió asimismo novela (Ícar o la impotència, 1930; Tots tres, que dejó inédita), poesía y teatro (Sacrifici, La finestra oberta, L'home dintre la gàbia). También publicó el reportaje Catalunya sota la dictadura (1930), Resum de literatura russa (1933) y La vida heroica de Hans Beimler.
Fue profesor ayudante de castellano y catalán en la Universidad de Marburg entre 1929 y 1930. Durante 1932 fue secretario de Jaime Carner Romeu, ministro de hacienda del segundo gobierno de la República.

## Durante la Guerra Civil
En 1936 se integró en el PSUC. Cesó su colaboración con El Imparcial. Fue director de Treball, órgano del partido, desde donde atacó al POUM. En  agosto de 1938 se incorporó al XII Cuerpo de Ejército, donde fue comisario de compañía, encargado de prensa y profesor de formación política en la Escuela de Comisarios de dicha unidad.
En 1937 realizó la locución de la documental Tierra Española, versión es español de the Spanish Earth; narrada en inglés por Ernest Hemingway.
Su obra Espionaje en España, de 1938, se presenta en algunas fuentes como la traducción, junto con su esposa Lucienne, de un original escrito por Max Rieger, mientras que otros autores lo consideran un trabajo original destinado a difamar al POUM.
Durante la caída de Cataluña, el 6 de febrero de 1939, cruza a Francia por Le Perthus. Inicialmente se instaló en París, en casa de sus suegros, pero a la muerte de Lucienne decide abandonar el país. Parte desde Saint-Nazaire en el buque Flandre, llegando a México el 21 de abril de 1939.

## Exilio
Poco después de su llegada a México, Perucho fue expulsado del PSUC. En el exilio se casó con Esperanza Pulido, soprano mexicana. A partir de 1942 fue secretario de redacción del periódico El Tiempo y dirigió la revista de información bibliográfica Mirador, publicada desde 1955. En la Revista Mexicana de Cultura llevó la sección Proyección de México, destinada a la promoción del cine del país. Escribió diversos guiones para la televisión mexicana, como El monje loco o El insepulto. Fallecido en mayo de 1956, su muerte mereció una necrológica redactada por Joan Fuster.